# ماريانو بوستامينت
ماريانو بوستامينت (بالإسبانية: Mariano Bustamante)‏ هو ضابط بيروفي، ولد في 5 أغسطس 1831 في  في بيرو، وتوفي في 7 يونيو 1880 في أريكا في تشيلي.